# Ophiacantha gracilis
Ophiacantha gracilis är en ormstjärneart som först beskrevs av Studer 1882.  Ophiacantha gracilis ingår i släktet Ophiacantha och familjen knotterormstjärnor. Inga underarter finns listade i Catalogue of Life.